# 1Million Dance Studio
1Million Dance Studio (кор. 원밀리언 댄스 스튜디오) — танцювальна студія в Сеулі, Південна Корея. Розташована за адресою: район Каннамгу (강남구; 江南區)(Каннам), Нонхен-донг 273-4, 4-й поверх.

## Про студію
Студія не робить акценту на одному жанрі. Різні стилі танцю змішуються та створюються хореографом, і так виходить урок. У студії присутні класи різних ступенів важкості.

## Хореографи
- Кріс Уайт (Kris White) — народилась 20 квітня 1995 р.
- Кусон Чон (Koosung Jung).
- Хеджин Чхве (Hyojin Choi) — день народження 20 січня.
- Джей Кім (Jay Kim) — народився 20 жовтня 1992 р.
- Джиєн Юн (Jiyoung Youn).
- Юджун Лі (Yoojung Lee) — народилась 29 серпня.
- Мейджей ЛІ (May J Lee) — народилась 17 травня.
- Сорі На (Sori Na) — народилась 19 лютого.
- Іно Кім (Eunho Kim) — народився 22 серпня.
- Джей Хо Чхве (J Ho).
- Бонджон Парк (Bonjoung Park) — народився 7 серпня 1991 р.
- Ліа Кім (Lia Kim) — народилась 24 травня.
- Джунсун Ю (Junsun Yoo) — народився 12 березня.
- Міна Мйон (Mina Myoung) — народилась 3 квітня.
- Джин Лі (Jin Lee) — народилась 29 жовтня.
- Джихун Кім (Jihoon Kim) — народився 27 січня 1996 р.
- Юкен Кім (Yookyung Kim) — народилась 10 січня 1991 р.
- Kasper (Кім Те У) — народився 24 травня 1992 р.

## Клієнти
Клієнтами танцювальної студії є такі відомі компанії, як: SM Entertainment, JYP Entertainment, LOEN Entertainment, Samsung, LG Group, Kia Motors, CNN, 7-eleven та інші.
Хореографи також працюють із такими відомими виконавцями: 2NE1, Girls' Generation, 2PM, Twice, 2AM, GOT7, After School, Hwasa та багато інших.